# Anuar Tuhami
Anuar Mohamed Tuhami, né le 15 janvier 1995 à Ceuta en Espagne, est un footballeur international marocain évoluant au poste de milieu récupérateur au Real Valladolid. Il possède la double nationalité espagnole et marocaine.

## Biographie

### Carrière en club

#### Formation au Real Valladolid
Anuar Tuhami commence le football en 2005 dans le club amateur du San Agustín de Ceuta. En 2008, il signe à l'académie du Real Valladolid. Il évolue plusieurs saisons dans la catégorie des jeunes avant de faire ses débuts à l'âge de 17 ans avec l'équipe B du Real Valladolid évoluant en troisième division, dans laquelle il y évolue entre 2012 et 2017.
Il joue son premier match professionnel le 15 octobre 2014 en entrant à la place d'Álvaro Rubio à la 77ème minute dans un match de Copa del Rey face au Girona FC (victoire, 2-0). Il débute en deuxième division espagnole, le 1er mai 2016, en étant titulaire face au CD Lugo (match nul, 1-1). 
Le 12 novembre 2017, après s'être vu totalement intégrer l'équipe A du Real Valladolid, il prolonge son contrat jusqu'en 2020. Il inscrit son premier but professionnel le 19 décembre 2017 face au Real Saragosse (victoire, 3-2).
Après avoir fait 29 apparitions lors de la saison 2017-18, il est promu en Liga Santander lors de la saison 2018-19, et gagne une place de titulaire sous les ordres de Luis César Sampedro. Son premier match en Liga oppose son équipe face au Girona FC (match nul, 0-0).
De retour au Real Valladolid en 2021 après deux saisons de prêts au Panathinaïkos et à l'APOEL Nicosie, Anuar Tuhami signe son retour en marquant un but le 15 décembre 2021 contre Las Palmas en Copa del Rey (victoire, 3-1).

### Carrière internationale
En mars 2019, le sélectionneur de l'équipe du Maroc, Hervé Renard se rend en Espagne pour négocier avec Anuar Tuhami un changement de nationalité sportive pour une possible convocation avec les Lions de l'Atlas face au Malawi et l'Argentine en fin mars 2019. Le 11 mars 2019, son nom apparaît dans la liste définitive du Maroc.